# Amy Hathaway
Amy Elizabeth Hathaway (* 1974) ist eine US-amerikanische Schauspielerin.

## Leben
Amy Hathaway gab ihr Debüt vor der Kamera 1988 in dem Fernsehfilm Mutts. 1999 lernte sie bei den Dreharbeiten zu Goat on Fire and Smiling Fish den Regisseur Derick Martini kennen und lieben. Von 2001 bis zur Scheidung 2003 waren die beiden verheiratet. Zwischen 2002 und 2004 besuchte Hathaway das Santa Monica College. Anschließend begann sie an der University of California, Los Angeles ein Studium im Bereich Biowissenschaften. Amy Hathaway ist die Urenkelin einer Überlebenden des 1912 nach der Kollision mit einem Eisberg gesunkenen Passagierschiffs Titanic.

## Filmografie (Auswahl)

### Filme
- 1988: Mutts
- 1988: Eine verhängnisvolle Erfindung (14 Going on 30)
- 1989: Kinjite – Tödliches Tabu (Kinjite – Forbidden Subjects)
- 1994: Der Klient (The Client)
- 1996: Die Fahrt ins Nirgendwo (Joyride)
- 1996: Letzte Ausfahrt Erde (Last Exit to Earth)
- 1996: Mut zur Wahrheit (Courage Under Fire)
- 1997: The Small Hours
- 1998: Death Valley – Im Tal des Todes (Dante's View)
- 1998: In Gottes Hand (In God's Hand)
- 1999: Goat on Fire and Smiling Fish
- 2002: A.K.A. Birdseye
- 2005: Mr. & Mrs. Smith

### Fernsehserien
- 1989–1990: Ein Vater zuviel (My Two Dads)
- 1991: Wunderbare Jahre (The Wonder Years)
- 1994: L.I.S.A. – Der helle Wahnsinn (Weird Science)
- 1996: Mord ist ihr Hobby (Murder, She wrote)
- 1999: Felicity
- 2002: Buffy – Im Bann der Dämonen (Buffy the Vampir Slayer)
- 2009: CSI: Den Tätern auf der Spur (CSI: Crime Scene Investigation)
- 2009: Castle (Fernsehserie, Episode 1.4)
- 2009: The Closer